# Франтішек Хвалковський
Франтішек Хвалковський (чеськ. František Chvalkovský; нар. 30 липня 1885, Прага-захід, Центральночеський край, Чехія — пом. 25 лютого 1945, Берлін) — чеський політик та дипломат, державний діяч часів Першої та міністром закордонних справ Другої Чехословацької Республіки.

## Життєпис

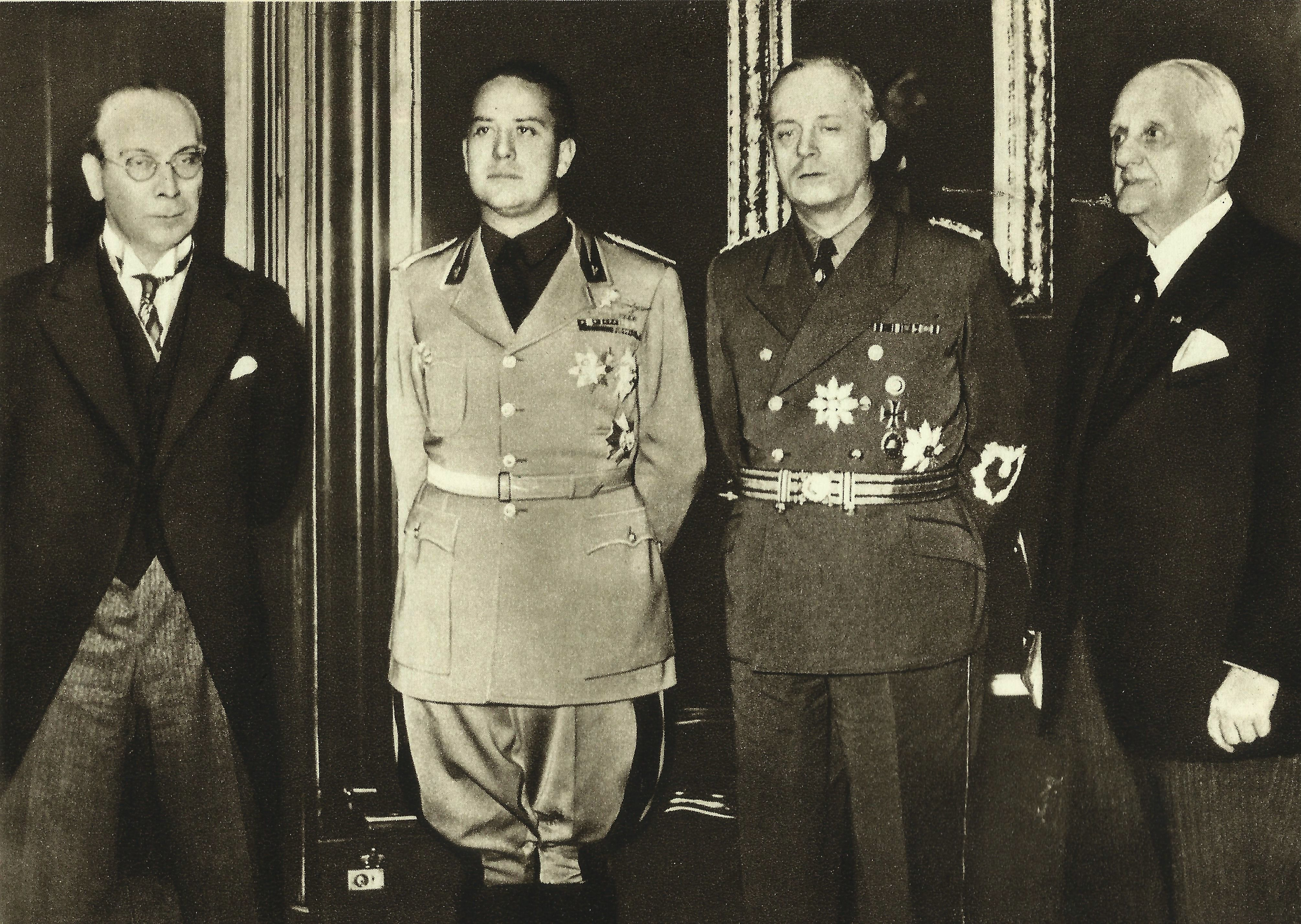
Перший Віденський арбітраж. Стоять: Франтішек Хвалковський, Ґалеаццо Чано, Йоахім фон Ріббентроп та Калман Каня.

Франтішек Хвалковський закінчив гімназію в Празі. Карлів університет закінчив у 1908 році за фахом правника. 
У період з 1909 по 1910 рік Франтішек Хвалковський навчався в Лондонській школі бізнесу. У 1911 — 1913 роках був директором юридичної філії банку в Кракові. 
З 1 січня 1918 року та до кінця червня 1919 року Франтішек Хвалковський працював адвокатом. 
У червні 1919 року Франтішек Хвалковський став секретарем Міністра внутрішніх справ Першої Чехословацької Республіки Антоніна Швегла.
Франтішек Хвалковський у 1920 році почав працювати в Міністерстві закордонних справ Першої Чехословацької Республіки.
У 1925 році Франтішек Хвалковський був обраний до Національних Зборів від Аграрної партії Чехословаччини. 
Франтішек Хвалковський у 1927 році повернувся на дипломатичну службу, був послом у Берліні (1927—1932) та Римі (1932—1938).
4 жовтня 1938 року Франтішек Хвалковський став міністром закордонних справ у другому уряді Яна Сирови. 
У 1939 році Франтішек Хвалковський був представником Протекторат Богемії та Моравії у Німеччині. 
Франтішек Хвалковський загинув 25 лютого 1945 року на шосе біля Берліна під час бомбардування союзної авіації.